# Vol Lion Air 904
Le 13 avril 2013, un Boeing 737-800 effectuant le vol Lion Air 904, reliant Bandung à Denpasar, en Indonésie, amerrit  à environ un kilomètre de la piste alors qu'il est en approche finale pour atterrir sur l'aéroport international Ngurah-Rai, dans la province de Bali. Le fuselage de l'avion se brise en deux et 46 personnes sont blessées, dont quatre gravement, mais les 101 passagers et sept membres d'équipage à bord survivent à l'accident,.
Parmi les conclusions du rapport d'enquête, figure le fait que l'équipage a poursuivi l'approche dans des conditions météorologiques marginales avec présence de cellules orageuses (en IMC. Instruments Meteorological Conditions), et au-dessous de la hauteur minimale de décision (MDH : Minimum Decision High),  à laquelle la procédure exigeait d'interrompre l'atterrissage et de remettre les gaz. De fait, la remise de gaz a été initiée trop tard pour éviter l'impact avec la mer. Il n'y avait aucun problème technique avec l'avion et tous ses systèmes fonctionnaient normalement.

## Avion

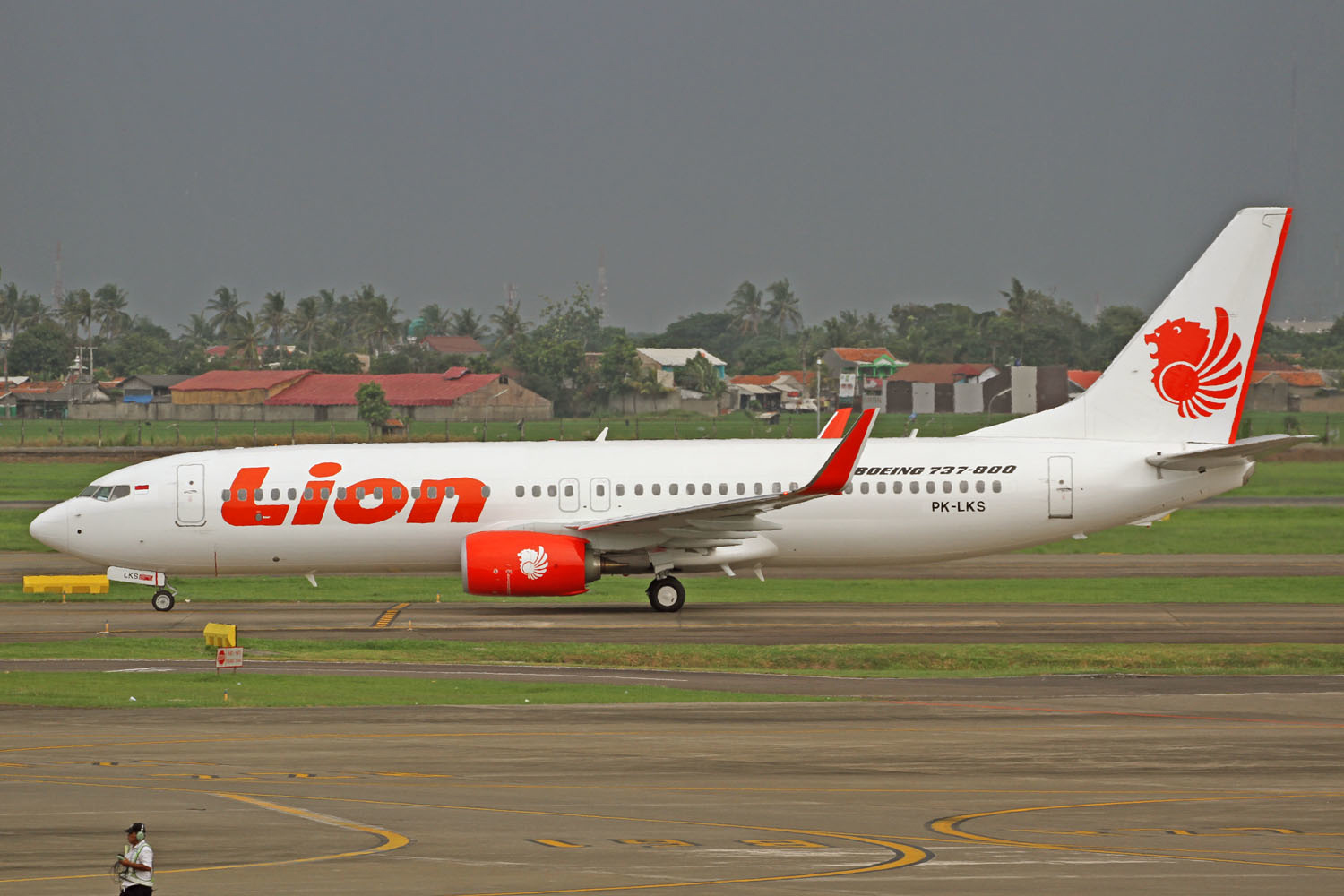
Le Boeing 737-800 impliqué, ici à l'aéroport international Soekarno-Hatta neuf jours avant l'accident.

L'appareil impliqué, un Boeing 737-8GP immatriculé PK-LKS, appartenait à la société de leasing Avolon (en). Il a été reçu neuf de Boeing par la filiale de Lion Air, Malindo Air, moins de deux mois avant l'accident, le 21 février 2013. 
Il a ensuite été transféré à la société mère Lion Air en mars. L'avion était en service depuis moins de six semaines chez Lion Air avant l'accident. Au moment de l'accident, la compagnie aérienne indonésienne possédait 16 autres Boeing 737-800 dans sa flotte.

## Équipage et passagers
Il y avait 7 membres d'équipage (les deux Pilotes et les cinq membres d'équipage de cabine), avec 101 passagers à bord, dont 95 adultes, 5 enfants et 1 bébé. 97 indonésiens étaient à bord, ainsi qu'un français, un belge et deux singapouriens. 6 membres de l'équipage étaient indonésiens tandis qu'un venait de l'Inde.
Le commandant de bord était Mahlup Ghazali, 48 ans, un ressortissant indonésien qui a rejoint Lion Air en 2013 et avait accumulé 15 000 heures d'expérience de vol, dont 6 173 heures sur le Boeing 737. L'Officier Pilote de Ligne (copilote), était Chirag Kalra, 24 ans, un ressortissant indien qui avait 1 200 heures de vol, dont 973 sur le Boeing 737,.

## Enquête

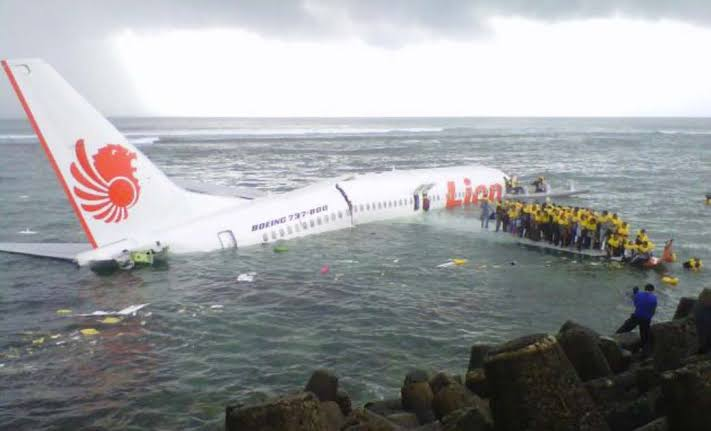
L'épave du 737 accidenté, avec les passagers évacuants l'appareil, au niveau de son aile droite.

Le Comité national pour la sécurité dans les transports (NTSC) publie un rapport préliminaire le 15 mai 2013. Les données de vol ont montré que l'avion continuait de descendre en dessous de l'altitude minimale de décision, qui est de 466 pieds (142 m). Le rapport a révélé qu'à 890 pieds (270 m), le copilote a signalé que la piste n'était pas en vue. À environ 151 pieds (46 m), le pilote a de nouveau déclaré qu'il ne pouvait pas voir la piste. Les données de vol ont montré que les pilotes ont tenté d'effectuer une remise des gaz à environ 20 pieds (6 m), mais ont touché la surface de l'eau quelques instants plus tard. La décision de remise des gaz du commandant de bord est arrivée bien trop tard. L'altitude minimum pour une remise des gaz du 737 est de 50 pieds (15 m), car 30 pieds (9 m) d'altitude sont perdus lors de l'exécution de la manœuvre. Rien n'indique que l'avion ait subi un dysfonctionnement mécanique. Un rapport final a été publié en 2014.
En janvier 2017, Budi Waseso, le chef de l'agence nationale indonésienne des stupéfiants, a déclaré que le pilote du vol Lion Air 904 était sous l'influence de drogues au moment de l'accident et avait halluciné que la mer faisait partie de la piste. Cette affirmation est en contradiction avec la déclaration faite après l'accident par le ministère indonésien des transports, qui a déclaré que les pilotes n'avaient pas été testés positifs à une drogue quelconque.
Le NTSC a conclu que la trajectoire de vol est devenue instable en dessous de l'altitude minimale de décision avec un taux de descente supérieur à 1000 pieds par minute. L'analyse de l'assiette de vol par rapport à la puissance du moteur basée sur l'enregistreur de données de vol a indiqué que « le principe de base du vol d'un avion à réaction n'était pas respecté pendant la phase de pilotage manuel à l'atterrissage. » L'équipage technique a perdu la conscience de la situation et les références visuelles lorsque l'avion est entré dans un mini-orage pendant l'approche finale sous l'altitude minimale de décision. La décision et l'exécution de la remise de gaz du commandant de bord ont été effectuées à une altitude insuffisante pour qu'elle soit exécutée avec succès. Les pilotes n'ont pas reçu d'informations météorologiques assez détaillées et précises étant donné que les conditions orageuses changeaient rapidement sur l'aéroport.